# Masirana bandoi
Masirana bandoi är en spindelart som först beskrevs av Nishikawa 1986.  Masirana bandoi ingår i släktet Masirana och familjen Leptonetidae. Inga underarter finns listade i Catalogue of Life.